# Akalyptoischion chandleri
Akalyptoischion chandleri is een keversoort uit de familie Akalyptoischiidae. De wetenschappelijke naam van de soort is voor het eerst geldig gepubliceerd in 1976 door Andrews.